# Colchicum cilicicum
Colchicum cilicicum là một loài thực vật có hoa trong họ Colchicaceae. Loài này được (Boiss.) Dammer miêu tả khoa học đầu tiên năm 1898.